# Antônio Geraldo Ramos Jubé
Antônio Geraldo Ramos Jubé (Goiás, Goiás, 29 de janeiro de 1927 — Goiânia, 6 de janeiro de 2010) foi um poeta brasileiro

## Biografia
Fez os estudos em Goiânia, formando-se em Direito pela antiga Faculdade de Direito de Goiás. Licenciou-se em Letras Neolatinas pela Universidade Federal de Goiás, onde foi professor de Literatura. Tornou-se ativo advogado, sendo assessor jurídico do Tribunal de Justiça do Estado de Goiás.
Integrante do grupo literário que atuou em Goiás com o nome de “Os XV”. Em 1948, fazia parte da comissão editorial do jornal Goiás Moço, onde começou sua atividade de crítica literária.
Em 1950, manteve programa literário na rádio Brasil Central.
No final da década de 50, integrou a redação do polêmico Jornal Oió, uma das publicações mais significativas do modernismo goiano. Colaborou com os Cadernos de estudos brasileiros, do Centro de Estudos Brasileiros, fundado e dirigido por Gilberto Mendonça Teles.
Darcy França Denófrio lembra que Jubé notabilizou-se pelo livro Síntese da história da literatura em Goiás, sendo “muito mais lembrado por este trabalho do que propriamente por sua poesia. De temperamento introvertido, e não participando dos atuais movimentos literários, tais como congressos, seminários e outros do gênero, poucos sabem que Jubé escreveu cinco livros de poemas e mais duas plaquetas.” Em carta ao autor, Carlos Drummond de Andrade afirma que ele domina a expressão poética, tanto na forma livre como na acadêmica.

## Obras publicadas
- Duas elegias, 1948, folheto com dois sonetos, Ed. do Autor;
- Cantigas do meu amor, 1950; Últimos poemas, 1950
- Iara, 1954, Gráfica da ETFG; Flauta andarilha, 1984, Ed, do Autor
- Vila Vilaboense, 1984, Cerne
- Antologia poética, 1995, organizada por Darcy França Denófrio